# A Calúnia de Apeles (Botticelli)
A Calúnia de Apelles é uma pintura de Botticelli elaborada em 1495, a partir da técnica tempera sobre madeira. Mede 91 x 62 centímetros e se encontra na Galeria dos Uffizi, desde 1773.
Foi concebida depois da queda da Família Médici, uma família de mecenas, durante o domínio das ideias de Savonarola.
Seria uma tentativa de Botticelli de reproduzir uma das obras perdidas do famoso pintor da antiguidade Apeles, descrita por Luciano de Samósata em um de seus Diálogos e mencionada no tratado de Alberti. Ela aludia à falsa acusação de que fora vítima Apeles, de ter conspirado contra Ptolemeu IV Filopátor.
A obra foi uma encomenda da casa Segni, como descreveu Vasari.

## A obra
Essa pintura de Botticelli é entendida como uma alegoria do que seria a Justiça naquele momento da História, ainda que a base dela seja a calúnia em si. No quadro, a dramaticidade da cena está presente não só pelas expressões faciais dos personagens, mas também pelas posições dos corpos, com braços e pernas torcidos, sugerindo uma movimentação. De acordo com a iconologia, as figuras representadas simbolizam conceitos: a Calúnia, a Inveja, um homem arrastado para o Rei Midas, atento ao que dizem a Suspeita e a Ignorância, o Remorso observando a cena e a Verdade nua, distante dos demais. O uso de cores contrastantes, dando a ilusão de claro e escuro, começou a ser utilizado pelo pintor nesse período, sendo que essa obra foi a última sem aspecto religioso que ele produziu.
Nessa alegoria, Botticelli retrata o juiz em posição contrária à Verdade, que, ao apontar para o céu, sugere que ela cabe ao divino, assim como a justiça. Assim, o artista retrata a ineficiência da justiça no mundo, visto que o acusado já paga pela pena antes mesmo de ser julgado. Ele é arrastado pelos cabelos e não aparece em posição suplicante, como se já tivesse perdido a esperança. As testemunhas são a Suspeita e a Ignorância, que atormentam o juiz incapaz de pautar argumentos na vontade divina. Os olhos dele estão direcionados ao nada, como se não devesse atentar-se para o que estão dizendo e retomando a ideia de que a justiça é cega.